# Брдски жутаћ
Брдски жутаћ(лат. Colias alfacariensis) врста је лептира из породице белаца (лат. Pieridae).

## Опис врсте
Од равничарског жутаћа се разликује са сигурношћу само у фази гусенице. Од помоћи је и разлика у станишту јер ситнооки жутаћ више нагиње каменитом терену.

## Распрострањење и станиште
Насељава готово целу Европу.

## Биљке хранитељке
Основне биљке хранитељке су: Копитица (Hippocrepis comosa) и ајчица (Securigera varia Coronilla varia).